# فوك كاراديتش
فوك كاراديتش (6 نوفمبر 1787-7 فبراير 1864) هو كان عالمًا لغويًا صربيًا وكان أحد أهم مصلحي اللغة الصربية الحديثة.